# Hoff (Cumbria)
Pour les articles homonymes, voir Hoff.
Hoff est un hameau et une paroisse civile de Cumbria, situé dans le nord-ouest de l'Angleterre. 